# Louis-Joseph Soulas
Louis-Joseph Soulas (Orleans 1 de septiembre de 1905 - París 26 de marzo de 1954) fue un pintor y grabador francés.

## Biografía
Nacido en una familia de agricultores de Beauce, asistió a clases en la escuela de dibujo de la Manufactura de los Gobelinos desde los doce años. En 1919, ingresó en la escuela Estienne para aprender grabado en madera con Léon Jouenne (1873-1961), Robert Bonfils, Henry de Waroquier y Mathurin Méheut. Las ilustraciones para el libro Le Gardien du feu de Anatole Le Braz (en colaboración con Mathurin Méheut) marcan el inicio de su carrera  .
Después de su encuentro, en 1925, durante el servicio militar, con André Jacquemin, pasó progresivamente al grabado en cobre. Fundó en 1928, con otros once grabadores (entre ellos Yves Alix, Amédée de La Patellière y Robert Lotiron), La Jeune Gravure Contemporain, era también miembro de la Sociedad de Pintores-Grabadores Franceses, del Salón de Otoño y del Salón de los independientes en París  . En 1932, el Consejo Superior de Bellas Artes de Grabado le concedió una beca de viaje nacional  .
A partir de 1934, sus obras estuvieron presentes en numerosos museos, tanto de Francia como del extranjero (Luxemburgo, Boston, Honolulu, Filadelfia, San Francisco, Londres, Helsinki, etc.), así como en la calcografía del Museo del Louvre, en París. Nombrado director de la Escuela de Bellas Artes de Orleans por Jean Zay poco antes del inicio de la guerra, fue movilizado y hecho prisionero en Pomerania, de donde fue repatriado en 1941  . A su regreso expuso sus recuerdos de prisionero y realizó grabados de Orleans destruida  .
Reconocido internacionalmente, y considerado por la crítica como uno de los mejores grabadores de su generación, su obra se compone principalmente de ilustraciones de obras y numerosas láminas sobre su Beauce natal  .
Falleció en un andén de la estación de París-Austerlitz, cuando se disponía a regresar a Orleans. Está enterrado en Coinces, en Loiret  .

## Obra
(Lista no exhaustiva, )

### Grabados
- Entrada al pueblo, hacia 1940, grabado en madera, Musée national des Beaux-Arts du Québec (copia 16/60) [4]

### Pinturas
- Borde del Loiret en Olivet , óleo sobre lienzo, 1953
- Mercado en Patay , óleo sobre lienzo, n. d.
- Orleans bombardeada , óleo sobre lienzo, 1942

### Ilustraciones
- Rémi des Rauches, de Maurice Genevoix, Éditions Garnier-Flammarion, 1922
- El guardián del fuego de Anatole Le Braz, con Mathurin Méheut, 1923
- La Brière, de Alphonse de Chateaubriant, ediciones Grasset, 1923
- Jacquou le Croquant, de Eugène Le Roy, edición de A. y g. Mornay, 1925
- Le Moulin du Frau, de Eugène Le Roy, París, ed. Mornay, 1927
- Raboliot de Maurice Genevoix, París, Pierre Fenis Éditeur, 1928
- Manos vacías, de Maurice Genevoix, París, Bernard Grasset ed., 1928
- Dominique, por Eugène Fromentin, París, Librairie Delagrave, 1929
- Saint-Jean du ciel, de Roger Secrétain, Saint-Pryvé Saint-Mesmin, ed. La Cartaudière, 1943

### Escritos
- Los de la Tierra, del autor y Caffin, librero de París, 1928, 25 planchas de cobre grabadas al aguafuerte, retratos de campesinos de Beauceron, cuarto en hojas, 140 ejemplares numerados.
- Domme en Périgord, en casa del autor, 1929, 14 grabados en cobre, prefacio de Géraud Lavergne (1884-1965) archivero-paleógrafo, impreso en 50 ejemplares más 10 ejemplares no comerciales.
- La Gavilla Negra, texto (poemas), e ilustraciones de Louis-Joseph Soulas, París, 1935, 85 ejemplares numerados más 15 agotados, 1 xilografía en la portada y 14 buriles en el texto en 4 hojas.
- Quince grabados de las ruinas de Orleans, colección, 1947, 15 grabados y una xilografía en la portada, en folio en hojas, 30 ejemplares numerados y algunos ejemplares no comerciales, estampas de estampas de los 15 grabados
- Las Bestias de la Noche, cuentos espeluznantes, del autor, 1951, 21 xilografías, octavo en folios, 150 ejemplares numerados más 20 ejemplares no comerciales

## Distinciones
- 1933 : gran premio del Ministerio de Asuntos Exteriores
- 1934 : gran premio de grabado en la Exposición Internacional de Varsovia
- 1938 : Premio Grabado Joven
- 1938 : representa el grabado francés en la Bienal de Venecia
- 1946, 1948 y 1952 : miembro del jurado para la concesión del Premio de Roma de grabado
- 1950 : Cruz de Caballero de la Legión de Honor, otorgada por Maurice Genevoix

## Homenajes
- El municipio de Orleans dio su nombre a una calle de la ciudad
- El municipio de Saint Jean de Braye dio nombre a una avenida de la ciudad.
- El colegio de Bazoches-les-Gallerandes lleva su nombre

## Exposiciones
- 1937 Exposición Universal en París : París, el Sena
- Memorias del cautiverio, grabados, galería Guiot de París, 1942.
- Louis-Joseph Soulas, en la Galería de Honor de la École Supérieure Estienne des Arts et Industries Graphiques de París, 2007.
- Louis-Joseph Soulas y el Loira, en el Museo Marino del Loira en Chateauneuf-sur-Loire, 2009.
- Orleans bombardeada, en el Museo de Bellas Artes de Orleans, 2010
- Louis-Joseph Soulas, tierra grabada, en la Maison de la Beauce en Orgères-en-Beauce, 2011.
- Louis-Joseph Soulas, espacio cultural de Gien, 2018
- Louis-Joseph Soulas, salón municipal de Coinces, 2015

## Obras en colecciones públicas
- Museo de Bellas Artes de Orleans
- Museo Marino del Loira
- Centro Georges Pompidou : París, el Sena (grabado), El castillo de Langeais (dibujo, 1934), Paisaje de Sologne (gouache sobre papel, 1932)

1. 1 2 3 4 5 6 7  Sire, 2020.[[ayuda:Referencia incompleta|[réf. incomplète]]]
2. ↑  Soulas A., Soulas C. (2016). Louis-Joseph Soulas. L'œuvre gravé - Catalogue raisonné (en français). Editions Lelivredart. p. 356.
3. ↑  Christiane NOIREAU (2015). Soulas (en français). Editions Mémoires d'une terre gravée. p. 238. ISBN 979-1093576046.
4. ↑  «Entrée du village». mnbaq.org. Museo nacional de bellas artes de Québec. Consultado el 23 mars 2019..